# Theodor Ahlford
Anders Theodor Ahlford, ursprungligen Pettersson, född 21 mars 1861 i Säby församling i Jönköpings län, död 9 september 1931 i Uppsala församling i Uppsala län, var en svensk jurist och polismästare.
Theodor Ahlford var son till hemmansägaren, riksdagsmannen och bankdirektören Samuel August Pettersson och Eva Charlotta Andersdotter. Han blev 1882 student vid Uppsala universitet, avlade hovrättsexamen där 1887 och blev vice häradshövding 1890. Han var advokat och innehavare av Uppsala Advokatbyrå 1891–1900. Han blev rådman i Uppsala 1900 och var polismästare där 1918–1928.
Han gifte sig 1900 med Ellen Sandberg. Han var svärfar till Paul Nylén och morfar till Leif Nylén. Theodor Ahlford är begravd i familjegrav på Uppsala gamla kyrkogård.